# قطبة بن قتادة
قطبة بن قتادة السدوسي صحابي مِن أهل البصرة.

## نسبه وإسلامه
قطبة بن قتادة بن جرير السدوسي أبو الحويصلة من بني ثعلبة بن سدوس شيبان بن ذهل بن ثعلبة بن عكابة بن صعب بن علي بن بكر بن وائل،
قال الطبراني في المعجم الكبير : حدثنا إبراهيم بن نائلة الأصبهاني، وأحمد بن الحسين بن نصر بن الحذاء البغدادي، قالا : ثنا شباب العصفري، ثنا عون بن كهمس بن الحسن، ثنا عمران بن حدير، ثنا رجل يقال له مقاتل، عن قطبة بن قتادة السدوسي، قال : قلت : " يا رسول الله ابسط يدك أبايعك على نفسي، وعلى ابنتي الحويصلة، ولو كذبت على الله خدعك "، قال : وحمل علينا خالد بن الوليد في خيله، فقلنا : إنا مسلمون، فتركنا، وغزونا معه الأبلة، فقسمناها فملأنا أيدينا.

## هل هو من صحابة الرسول (صلى الله عليه وسلم)
يذكر ابن حجر العسقلاني في كتابه الإصابة في تمييز الصحابة عنه ما يلي:
قال البخاري له صحبة وقال ابن حبان أتى النبي صلى الله عليه وآله وسلم فبايعه وروى الحسن بن سفيان في مسنده عن شباب عن عون بن كهمس عن عمران بن جدير قال حدثنا رجل منا يقال له مقاتل عن قطبة بن قتادة السدوسي قال قلت يا رسول الله ابسط يدك أبايعك على نفسي وعلى ابنتي الحويصلة قال وحمل علينا خالد بن الوليد في خيله، فقلنا إنا مسلمون فتركنا وغزونا معه الأبلة فقسمناها بأيدينا. وذكره البخاري عن شباب وهو خليفة بن خياط مختصرا.وأخرجه الدارقطني في المؤتلف والمختلف من طريق مالك بن عبد الواحد عن عون فقال فيه حدثنا عمران حدثني مقاتل بن معدان قال أتى قطبة بن حريز رسول الله صلى الله عيه وآله وسلم فقال أبايعك على نفسي وعلى ابنتي الحويصلة وبها كان يكنى أشهد أنك رسول الله وضبطه أباه بفتح المهملة وآخره زاي وضبطه بعضهم بضم الجيم وفتح الزاي بعدها مثناة تحتانية ثقيلة وقال ابن أبي حاتم قطبة بن حريز أتى النبي صلى الله عليه وآله وسلم ويكنى أبا الحويصلة وهو أول من فتح الأبلة. روى ذلك من طريق عون بن كهمس عن عمران بن حدير عن معاذ بن معدان ثم قال قطبة بن قتادة السدوسي روى عن رجل يقال له مقاتل كذا جعله اثنين فوهم وصحف مقاتلا فجعله معاذا وتبعه ابن عبد البر في التفرقة بينهما وصحف اسم أبيه أيضا. قال أبو عمر قطبة بن قتادة هو الذي استخلفه خالد بن الوليد على البصرة لما سار إلى السواد.

## دوره في حروب الردة
بعد أن ارتدت أكثر القبائل العربية ـ ومنهم ربيعة ـ التي كانت في منطقة (البحرين) ثبت قطبة مع من ثبت من قومه علي الإسلام. وجاهد في حرب الردة في منطقة (عمان) والخليج العربي.

## والي البصرة
كان قطبة يغير في ناحية (الخريبة) من البصرة على الفرس العجم، فلما قدم خالد بن الوليد سنة 12 هـ الهجرية أعانه قطبة على الأبلة.
لقد كان قطبة أول من فتح (الأبلة) و(الخريبة). وعندما سار خالد بن الوليد الی فتح (السواد) خلّف قطبة علی منطقة الخريبة والتي فيما بعد أسست فيها مدينة البصرة.

## عقيدته العسكرية
كان قطبة قائداً يطبق مبدأ (المباغتة) في حروبه، وكان يبني خطته لمباغتة اعدائه استناداً علي استطلاع دقيق، يكشف فيه نياتهم ومقدار قوتهم، فقد عرف مبكراً بأن أهل (الأبلة) قد حشدوا جموعهم لقتاله، ولكنهم احجموا عن مبادرته بالقتال لتزايد جموع المسلمين بعد قدوم خالد بن الوليد، فكانت مجمل خطة المسلمين هي : انسحاب خالد ورجاله نهاراً من منطقة (الأبلة)، وعودة خالد تحت جنح الظلام، ليورط أهل (الأبلة) بالالتحام بقوات قطبة، علي أمل القضاء عليها، ظناً منهم بأن قطبة أصبح ضعيفاً بعد انسحاب خالد الذي سيكون بعيداً عن الميدان في أثناء نشوب القتال. وهكذا خدع أهل (الأبلة) بانسحاب خالد وقواته نهاراً، ولم يقدروا أن خالداً سيعود بقواته ليلاً، ليكون مع قطبة في قتال حماة (الأبلة).
1. ↑  "ص67 - كتاب معجم الصحابة للبغوي - قطبة بن قتادة السدوسي ابن جرير بن اساف من ولد الخصاصية من أهل البصرة روى عن النبي صلى الله عليه وسلم - المكتبة الشاملة". مؤرشف من الأصل في 2023-05-21. اطلع عليه بتاريخ 2024-12-22.
2. ↑  أبو سعد السمعاني (1962)، الأنساب، تحقيق: عبد الرحمن المعلمي، أبو بكر محمد الهاشمي، محمد ألطاف حسين، حيدر آباد: دائرة المعارف العثمانية، ج. 3، ص. 135، QID:Q117326767
3. ↑  المعجم الكبير، أبو القاسم سليمان بن أحمد المعروف(الطبراني)، قطبة بن قتادة السدوسي ما أسند قطبة بن قتادة، ص 20
4. ↑  ابن حجر العسقلاني، الإصابة في معرفة الصحابة
5. ↑  قطبة بن قتادة السّدوسي فاتح البصرة - بقلم اللواء الركن محمود شيت خطاب